# Gornja Trepča (Serbia)
Gornja Trepča (cyr. Горња Трепча) – wieś w Serbii, w okręgu morawickim, w mieście Čačak. W 2011 roku liczyła 556 mieszkańców.